# 11e étape du Tour d'Italie 2009
Pour un article plus général, voir Tour d'Italie 2009.
La 11e étape du Tour d'Italie 2009, s'est déroulée le 20 mai 2009. Cette étape longue de 206 km reliait Turin à Arenzano. Le Britannique Mark Cavendish s'est imposé au sprint.

## Classement de l'étape
| 1.  | Mark Cavendish       | Columbia-High Road      | en | 4 h 51 min 17 s |
| 2.  | Tyler Farrar         | Garmin-Slipstream       | +  | m.t.            |
| 3.  | Alessandro Petacchi  | LPR Brakes-Farnese Vini |    | m.t.            |
| 4.  | Allan Davis          | Quick Step              |    | m.t.            |
| 5.  | Sébastien Hinault    | AG2R La Mondiale        |    | m.t.            |
| 6.  | Davide Viganò        | Fuji-Servetto           |    | m.t.            |
| 7.  | Edvald Boasson Hagen | Columbia-High Road      |    | m.t.            |
| 8.  | Alexander Serov      | Team Katusha            |    | m.t.            |
| 9.  | Oscar Gatto          | ISD                     |    | m.t.            |
| 10. | Robert Förster       | Team Milram             |    | m.t.            |

## Classement général
| 1. | Danilo Di Luca    | LPR Brakes-Farnese Vini                           | en | 48 h 51 min 28 s |
| 2. | Denis Menchov     | Rabobank                                          | +  | 1 min 20 s       |
| 3. | Michael Rogers    | Columbia-High Road                                |    | 1 min 33 s       |
| 4. | Levi Leipheimer   | Astana                                            |    | 1 min 40 s       |
|    | Franco Pellizotti | Liquigas                                          |    | 1 min 53 s       |
| 5. | Carlos Sastre     | Cervélo TestTeam                                  |    | 1 min 54 s       |
| 6. | Ivan Basso        | Liquigas                                          |    | 2 min 03 s       |
| 7. | Thomas Lövkvist   | Columbia-High Road                                |    | 2 min 12 s       |
| 8. | David Arroyo      | Caisse d'Épargne                                  |    | 2 min 35 s       |
| 9. | Gilberto Simoni   | Serramenti PVC Diquigiovanni - Androni Giocattoli |    | 2 min 58 s       |

## Classements annexes
| Classement             | Coureur            | Total             |
| ---------------------- | ------------------ | ----------------- |
| Points                 | Danilo Di Luca     | 97 pts            |
| Montagne               | Stefano Garzelli   | 48 pts            |
| Sprints Intermédiaires | Giovanni Visconti  | 13 pts            |
| Équipe                 | Astana             | 145 h 57 min 44 s |
| Équipe par points      | Columbia-High Road | 247 pts           |
| Jeune                  | Thomas Lövkvist    | 48 h 53 min 40 s  |
| Échappée               | Mauro Facci        | 364 km            |
| Combativité            | Stefano Garzelli   | 24 pts            |
| Azzurri d'Italia       | Danilo Di Luca     | 11 pts            |

## Abandons
- Abandons

58.  Joaquim Rodríguez (Caisse d'Épargne)
- Non-partants

23.  Christopher Horner (Astana)